# Západní pobřeží Spojených států amerických
Západní pobřeží (anglicky West Coast) je oblast v USA, kde leží Aljaška, Kalifornie, Oregon a Washington. Za jeho východní hranicí jsou Aljašské hory, Cascade Range, Sierra Nevada a dále Tichý oceán. Kalifornie je nejlidnatější stát, následovaný Washingtonem, Oregonem a Aljaškou. Největší je Aljaška následovaná Kalifornii a Oregonem, Washington je nejmenší.